# 森田さんは無口
『森田さんは無口』（もりたさんはむくち、MORITA SAN WA MUKUCHI）は、佐野妙による日本の4コマ漫画作品。後にアニメ化もされた。
『まんがライフ』（竹書房）2007年3月号に掲載（他の号にも掲載あり）、次に『まんがライフMOMO』（同社刊）2007年7月号に掲載されたのち、同誌において2007年10月号から2019年1月号まで連載。同誌の休刊に伴い、『まんがライフオリジナル』（同社刊）に移籍して、2019年2月号から2022年8月号まで連載。また『まんがくらぶ』（竹書房）においても2009年3月号より2020年5月号まで並行して連載された（2010年3月号 - 5月号休載）。『まんがライフMOMO』版と『まんがくらぶ』版では登場人物が一部異なり、前者では牧先生が、後者ではメガネ娘が登場しない。なお、両誌以外の系列誌へのゲスト掲載時には、共に登場する場合もある。『まんがライフ』隔月刊（当初は季刊）増刊号『まんがライフSTORIA』にも毎号、ストーリー形式のエピソードが掲載されている。2022年7月、『まんがライフオリジナル』から『まんがライフWIN』（同社）に移籍することを発表。同誌にて2022年9月7日に開始され、2023年8月7日にて連載を終了した。
2010年4月には、『まんがライフセレクション』（『まんがライフオリジナル』2010年6月増刊）に特集が組まれた。『まんがくらぶ』2016年5月号では本作第11巻の単行本の発売を記念して、特別企画「とりかえっこ4コマ〜神仙寺瑛×佐野妙〜」が掲載された。神仙寺瑛が本作を描き、佐野が『堕天使の事情』を描くといった内容となっている。
単行本の第3巻および第5巻の限定版にはアニメDVDが付属したほか、2011年3月にはOVA化もされた。そして2011年7月から12月まで5分枠のショートアニメとしてテレビアニメが放送された。アニメ版はいずれも製作委員会方式ではなく、竹書房の完全自社製作となっている。

## あらすじ
他人より優し過ぎ、また考え過ぎで無口になってしまう女子高生・森田真由。時に周囲に誤解を与えながらも、楽しく学園生活を送る。

## 登場人物

### 主人公とその家族
森田 真由（もりた まゆ）
声 - 花澤香菜
概要
本作品の主人公。16歳。桜橋高校2年3組。3月29日生まれ。星座はおひつじ座。
作品タイトル通り無口だが、実は好きで無口でいるわけではなく、「喋ることがまとまらない」「タイミングが悪い」「聞き上手だから」「考え過ぎる」等々のために、言葉を発せずに終わってしまうのである。このような理由で結果として無口になってしまっている上に、母の教えにより相手の目を凝視するため、相手によってはあらぬ誤解をされることがある。
以上のような特徴を持つため、作中に登場する真由の台詞は、ほとんどが心の中の声である。稀に喋っている姿もあるが、そのような場面は極端に少ない。さらに「ふきだし」形式は滅多に使われない上、大抵「咄嗟かつ反射的に言葉を飲み込む」演出により、活字の1文字の下半分を欠いた、もはや文字とすら呼べない「記号」の形になるか、あるいはふきだしの時点では誰が発言したのかがボカされ、後のコマで発言者が真由であることを間接的に匂わせる形になっている場合がほとんど。このほか、真由だけに見られる作画上の特徴として、瞳にハイライトが入らないという点があり、りつきには「冷凍イカのような目」と評された。
人間関係
このように静かではあるのだが、だからと言って暗いわけではない。もちろん相手を無視して押し黙っているわけでもない。そして人付き合いなども悪いわけではなく、むしろ聞き上手で心優しく気配りも忘れないので、女子達からの人気もある。ただし真由が苦手だという女子も見られ、誤解を受けることもある。クラス書記をしており、委員長のりつきとは接点が多い。
一方男子達の目から見た場合は、真由が喋らないことや相手の目を見つめるなどするために、実際の真由の意図とは離れて男子達の想像力を掻き立てている。これも一種の誤解と言えるかもしれないが、男子達の真由を見る目は概して好意的であって、真由が無口で目を見つめるのも好意的に解釈されている。
性格、技能
心優しく穏やかで、気配りの人である（これが無口になってしまう原因）。また怒ることもめったに無い。ただし中学のころいじめっ子女子に嫌味なことを言われ、紙片にその女子への不満を書き殴った（ただ、その後すぐにその紙片を破棄して、その後は何事もなかったかのように笑顔）エピソードや、子供のころに幼馴染の美樹が男子生徒にいじめられているのを見て、その男子を激しく叱りつけるといったエピソードもある。
なお音痴や運動音痴や不器用といった欠点を持つ。ただし、水泳の潜水泳法は唯一得意らしい。不器用なことが垣間見られる例としては、折り紙を上手く折れなかったり、寒天を入れすぎてグミのように硬いゼリーを作ってしまったりしている。
嗜好、趣味
食べ物はイカが好物。ただし本人にその自覚はあまり無い模様。なおこれが亡くなった祖母と同じ嗜好であったが、その祖母の法事の席で、ドーナツよりイカリングが好きらしい事が判明している。
ペットとして金魚を飼っている（真由は名前をまだつけていない、だが父は勝手に名前を付けていたようで、由美とけんかになるが、自分の名を付けている金魚をことさら可愛がっている旦那をみて、仲直り）。また作中ではネコ好きと思われる描写が見られる。
備考
本作の原型となった投稿作品の時点での真由は、髪型はおかっぱで、名字も「山田」となっていた。
森田 由美（もりた ゆみ）
声 - 七瀬亜深
真由の母。38歳。いつも和服を着ている。なお作中では、父が母に怒られている姿を真由が見て、「母から礼儀を学びました」というモノローグがよく出る。ただし何だかんだで夫婦の仲は良い。
真由の父
声 - 紀昌利
名前は不明。キャバクラなど、女性のいる店が好きらしく、名刺をもらったり、ワイシャツに口紅が付いていたりして、よく妻から説明を求められている。恐妻家で、妻には頭が上がらないが、本人は満更でもないようである。尚、姿は描かれるが、原作では顔ははっきり描かれていない。営業に行った先（由美の父親が経営する事業所）で互いに一目惚れしたのが馴れ初めで、1年で自分の収入を倍にする公約を由美の父親と交わし、それを叶え結婚を勝ち取ったというエピソードあり。
森田 雪乃（もりた ゆきの）
真由の父方の従姉。社会人で、真由にとっては姉のような存在である。自由奔放で大胆な性格で、真由いわく3G（強引、豪快、Going my way）。真由に会う度に彼女のことを振り回しているが、同時に妹のように可愛がっている。子供のころは格好が派手なコギャルだった。酔うと脱ぐ癖がある様子。

### 真由の友人
村越 美樹（むらこし みき）
声 - 戸松遥
真由の幼馴染で、無口の真由とは対照的に明るくて良く喋る女子高校生。髪はショートカットで、ヘアピンで留めている。かっこいい男性に目がなく、積極果敢にアタックしてはふられたり別れたりを繰り返しており、その度に次の出会いを探している。美里という性格がそっくりの妹がいる。運動神経はそこそこだが勉強はかなり苦手。初対面の相手とでもすぐに打ち解けることができる。
三浦 千尋（みうら ちひろ）
声 - 早見沙織
ファッション好きの女子高校生（だが、専門用語を多発し、時々何を言っているのかわからない）で、グループのツッコミ役。学校の制服のスカート丈が他の女子よりも短い。母の日や父の日に花束をあげる度に親から高価なプレゼントをもらっていたり、100円でスカートの中を扇がせるという商売を考えついたりするため、真由からは将来を心配されている。家族仲はとても良好な様子で、ファザコン･ブラコンを疑われたことも。受験生の兄（彼女アリ）がいる。星座は双子座。
松坂 花（まつざか はな）
声 - 南條愛乃
金髪天然パーマの女子高校生。かなりの癖っ毛で、頻繁に絡まっている。小動物チックな言動が、真由に可愛いと思われている。実家は深刻な嫁姑問題に陥っており、そんな家の状況を「羅刹の家」と呼んでいる。友人同士の会話でも、しばしば家庭の愚痴を言って場の空気を悪くしてしまう。なお、空という弟がいる。
山本 りつき（やまもと りつき）
声 - 平賀三恵
真由のクラスの委員長。成績優秀、スポーツ万能で、真由を含め女子に絶大な人気を誇る女子（一方で、男子には歯に衣着せぬ物言いが敬遠されている様子）。弓道部に所属している。当初は万事はっきりしない真由に苛立ちを感じていたが、図書館で後輩女子に告白された所を真由に見られ、それが2人の秘密となったことがきっかけで友人になった。星座は双子座。しかし、その端正な風貌とは裏腹に可愛らしい私物を携えている。それは専ら彼女の姉の趣味によるものが大きいらしい。またそんな姉から、急なアルバイトを頼まれることもあるらしい。原作中のメイド風喫茶店の件では、好評を博し、大入り袋をゲットしている。
メガネ娘
声 - 土谷麻貴（OVA版）、佐藤亜美菜（AKB48）（テレビアニメ版）
名前は不明。テレビアニメ版のオープニングにおけるキャラクター紹介でも名前は明かされず、「メガネ娘」となっている。真由のことを気に入っており、真由を見るだけで興奮することもある。いつも声を掛けるタイミングを見計らっており、結果的にいたずらを仕掛けたようになったこともある。せっかく声をかけられた時には眼鏡が外れており、真由と認識できなかった。山本さんに嫉妬している。別名“ストーカー1号”。しかし、真由に危害を加えるつもりはなく、もう少し接近したいだけだとされている。
連載開始以降すれ違い状態が続いていたが、21巻において真由に話しかけようとして悩んでいたところ、真由が存在に気付き、自ら接触してきたことにより友達になることが出来た。
単行本の21巻までは登場人物紹介に顔出ししているものの名前の表記は何もなかったが、最終巻の22巻で初めて「メガネっ子」と紹介された。

### その他
牧先生
声 - 山口理恵
真由のクラス担任の女性教師（国語担当）。天真爛漫かつ脳天気な性格で、しばしばサボって昼寝している。クラス委員長のりつきと書記の真由をいじることが多い。また生徒会顧問でもある立場からりつきに生徒会長への打診を繰り返すが、りつきからかえすように“中庭での昼寝を禁止する”というマニフェストを出され断念。しかし、総じていうなら、そんな生徒たちとの触れ合いをなにより楽しんでいるともいえる。
大野浩一
声 - 大下孝太
真由のクラスの男子生徒で眼鏡をかけている。クラスの席替えの際、首尾よく真由の隣の席を獲得し歓喜しているコマがある。
名前はアニメ版で明かされ、OVAでは男子生徒Aとなっている。
小久保隆太
声 - 久保田竜一
真由のクラスの男子生徒で茶髪。
名前はアニメ版で明かされ、OVAでは男子生徒Bとなっている。席替えで真由の隣の席になっていろいろと真由にアプローチを試みる大野に対して”抜け駆けだ!”とかきこんだクシャ紙をぶつけている。大野とあわせて真由に好意を抱いている様子が垣間見える。
浜先生
声 - 楠原志津子
教育実習に来た大学生。不安に駆られているであろうといろいろな行動をとる真由や美樹たちの立ち話を小耳に挟みながら自信喪失になろうとしているところで牧先生のはげましとノートに書き添えられていた真由のメモで励まされた。
見延（みのべ）
文芸部に所属する1年女子。先輩の紹介がきっかけで真由のファンになる。彼女をモデルにして小説を書こうとしている。別名“ストーカー2号”。しかし彼女にとってはあくまで創作意欲をそそられる興味深い人物というところが大きく、危害を加える目的はない。

## 書誌情報
- 佐野妙 『森田さんは無口』 竹書房〈バンブーコミックスMOMOセレクション〉、全22巻
  1. 2009年1月10日初版発行（2008年12月27日発売[9]）、ISBN 978-4-8124-7021-3 - 描き下ろしのあとがきあり。
  2. 2010年7月10日初版発行（2010年6月26日発売[10]）、ISBN 978-4-8124-7296-5
  3. 2011年3月12日初版発行（2011年2月26日発売[11]）、ISBN 978-4-8124-7514-0
    - 特装版、ISBN 978-4-8124-7483-9 - 付録としてショートアニメDVDと小冊子が梱包されている[12]。

  4. 2011年7月11日初版発行（2011年6月27日発売[13][14]）、ISBN 978-4-8124-7602-4
  5. 2012年2月10日初版発行（2012年1月27日発売[15]）、ISBN 978-4-8124-7732-8
    - 第5巻特装版[16]、ISBN 978-4-8124-7666-6 - 付録としてアニメDVDが梱包されている。

  6. 2012年12月11日初版発行（2012年11月27日発売[17]）、ISBN 978-4-8124-8045-8
  7. 2013年9月10日初版発行（2013年8月27日発売[18]）、ISBN 978-4-8124-8393-0
  8. 2014年6月10日初版発行（2014年5月27日発売[19]）、ISBN 978-4-8124-8590-3
  9. 2015年1月10日初版発行（2014年12月27日発売[20]）、ISBN 978-4-8019-5069-6
  10. 2015年8月10日初版発行（2015年7月27日発売[21]）、ISBN 978-4-8019-5313-0
  11. 2016年5月11日初版発行（2016年4月27日発売[22]）、ISBN 978-4-8019-5511-0
  12. 2017年2月10日初版発行（2017年1月27日発売[23]）、ISBN 978-4-8019-5732-9
  13. 2017年6月27日発売[24]、ISBN 978-4-8019-5972-9
  14. 2017年12月27日発売[25]、ISBN 978-4-8019-6146-3
  15. 2018年6月27日発売[26]、ISBN 978-4-8019-6294-1
  16. 2019年1月10日初版発行（2018年12月27日発売[27]）、ISBN 978-4-8019-6481-5
  17. 2019年6月27日発売[28]、ISBN 978-4-8019-6660-4
  18. 2019年12月17日発売[29]、ISBN 978-4-8019-6829-5
  19. 2021年2月27日発売[30]、ISBN 978-4-8019-7215-5
  20. 2021年11月26日発売[31]、ISBN 978-4-8019-7493-7
  21. 2022年11月16日発売[32]、ISBN 978-4-8019-7902-4
  22. 2023年9月14日発売[33]、ISBN 978-4-8019-8151-5
- 佐野妙 『森田さんは無口S』 竹書房〈バンブーコミックス〉、2017年9月30日発売[34][35]、ISBN 978-4-8019-6061-9

## アニメ

### OVA
2011年3月25日発売のOVA。本編約24分。CDも同日発売。
- DVD：品番 TSDS-75425、POSコード 4985914754255
- CD『森田さんは無口 theme songs』：品番 TC-10701

#### スタッフ（OVA）
- 原作 - 佐野妙（竹書房『まんがライフMOMO』『まんがくらぶ』連載）
- 監督 - 林直孝
- 脚本 - 佐藤裕
- キャラクターデザイン・美術設定 - 熊膳貴志
- 美術監督 - 羽根広舟
- 色彩設計 - 梅崎ひろこ
- 撮影監督 - 林コージロー
- 編集 - 三嶋章紀
- 音響監督 - 野崎圭一
- 音楽 - 柿島伸次
- 制作 - ドリームクリエイション
- アニメーション制作 - スタジオグラム
- エグゼクティブプロデューサー - 伊藤明博
- プロデューサー - 木村淳、石塚治寿
- 製作著作 - 竹書房
- ナレーション - 松本梨花

#### 主題歌（OVA）
オープニングテーマ「森田さんは無口」
作詞、作曲 - 森野大介 / 編曲 - 森野大介、中西ゆういちろう / 歌 - MM first［森田真由、村越美樹（花澤香菜、戸松遥）］
花澤香菜によれば「森田さんが文化祭で、あの森田さんが、っていうくらいはっちゃけて歌う」という設定で歌ってくれと注文されたという。また花澤は、この歌のレコーディングの際にエアギターをしていたことも明かしており、同じくこの歌を歌った戸松遥は、今回の花澤の歌声を、これまで聞いたことのないような花澤の歌声（普段の花澤とは違う歌声）だと述べている。
エンディングテーマ「遠回りして帰ろ!」
作詞 - 入江おろぱ / 作曲 - 森野大介 / 編曲 - 森野大介、中西ゆういちろう / 歌 - MM second［松坂花、三浦千尋（南條愛乃、早見沙織）］

### テレビアニメ
『森田さんは無口。』（もりたさんはむくちまる）のタイトルで、2011年7月から9月までテレビ埼玉、KBS京都、ニコニコチャンネルにて放送された5分枠の短編アニメ。全13話。2011年10月より第2期『森田さんは無口。2』（もりたさんはむくちまるにじょう）にタイトルを変えて継続する形で第1期と同じ局で放送された。ニコニコチャンネルにおいては第1話のみ無料配信、第2話以降は配信開始より1週間は無料、以降は有料（30ニコニコポイント）。毎回の放送の最後に、『まんがくらぶオリジナル』（竹書房）で連載中の4コマ漫画『しばいぬ子さん』（作：うず）に登場するキャラクター“しばいぬ子さん”（声：佐々木未来）による宣伝コーナー「しばいぬ子さん情報コーナー」が約30秒間放映。2011年9月24日には『AG学園 あに☆ぶん』での特集で第3話が放送されており、本作を放送していないtvkでも見ることが出来た。後番組の「リコーダーとランドセル」第1話では森田真由と松坂花がゲスト出演している。

#### スタッフ（テレビアニメ）
- 原作 - 佐野妙（竹書房『まんがライフMOMO』『まんがくらぶ』連載）
- 監督 - 林直孝
- キャラクターデザイン - 山下敏成
- 美術監督 - 片平真司
- 色彩監督 - 藤木由香里
- 撮影監督 - 堀川和人
- 編集 - 相原聡
- 音楽 - 柿島伸次
- 音響監督 - 野崎圭一
- 制作プロダクション - ドリームクリエイション
- アニメーション制作 - セブン
- プロデューサー - 木村淳、石塚治寿
- 製作 - 伊藤明博
- 製作著作 - 竹書房

#### 主題歌（テレビアニメ）
第1期主題歌「もっと愛しあいましょ」
作詞 - 渡瀬マキ / 作曲・編曲 - 川添智久 / 歌 - 野水いおり
リンドバーグが1995年にリリースした曲のカバー。
第2期主題歌「にゃあにゃあ気分」
作詞 - ALiCE / 作曲・編曲 - Ash / 歌 - ふわわか

#### 各話リスト（テレビアニメ）
| 話数               | サブタイトル               | 脚本             | 絵コンテ         | 演出             | 作画監督          | しばいぬ子さん情報コーナー                          |
| 森田さんは無口。   | 森田さんは無口。           | 森田さんは無口。 | 森田さんは無口。 | 森田さんは無口。 | 森田さんは無口。  | 森田さんは無口。                                    |
| ------------------ | -------------------------- | ---------------- | ---------------- | ---------------- | ----------------- | --------------------------------------------------- |
| Silence 01         | 森田さんは無口             | 烏丸涼           | 山下敏成         | 山下敏成         | 山下敏成          | OVA『森田さんは無口』                               |
| Silence 02         | 美樹はおしゃべり           | 烏丸涼           | 高橋成世         | 木村寛           | 岩田幸子          | アニメDVD『くるねこ』                               |
| Silence 03         | 花ちゃんは人見知り         | 烏丸涼           | 飯泉俊臣         | 飯泉俊臣         | 飯泉俊臣          | 久保田競の脳活CD                                    |
| Silence 04         | 夏は暑くて当たり前         | 烏丸涼           | 西川貴史         | 西川貴史         | 西川貴史          | アニメDVD『デッドマン・ワンダーランド』             |
| Silence 05         | 女子高生は甘いモノ好き     | 烏丸涼           | 高橋成世         | 山崎克之         | 山崎克之          | アニメDVD『ゆるめいつ は?』                         |
| Silence 06         | 妄想は止まらない           | 烏丸涼           | 飯泉俊臣         | 飯泉俊臣         | 飯泉俊臣          | DVD-BOX『光速エスパー』                             |
| Silence 07         | 理想はいろいろ             | 烏丸涼           | 高橋成世         | 坂本ひろみ       | 坂本ひろみ        | 4コママンガ『しばいぬ子さん』                       |
| Silence 08         | 夏祭りは浴衣で             | 烏丸涼           | 林直孝           | 林直孝           | 山下敏成          | 『森田さんは無口。』一挙放送                        |
| Silence 09         | プールは楽しい             | 烏丸涼           | 林直孝           | 林直孝           | 山下敏成          | 『セイクリッドセブン』ドラマ・キャラクターCD I      |
| Silence 10         | 山本さんはクール           | 烏丸涼           | 林直孝           | 林直孝           | 山下敏成          | 『アスタロッテのおもちゃ!EX』                       |
| Silence 11         | たまには一人で             | 烏丸涼           | 林直孝           | 林直孝           | 山下敏成          | 『ねんどろいど エルキュール・バートン』             |
| Silence 12         | ふたりはアツアツ           | 烏丸涼           | 林直孝           | 林直孝           | 山下敏成 竹内一将 | 4コママンガ『スパロウズホテル』2巻                  |
| Silence 13         | 休日はみんなで             | 烏丸涼           | 林直孝           | 林直孝           | 飯泉俊臣 山下敏成 | 『森田さんは無口。』TV版DVD                         |
| 森田さんは無口。2  |                            |                  |                  |                  |                   |                                                     |
| Silence 14         | 担任は牧先生               | 烏丸涼           | 林直孝           | 木村寛           | 山下敏成 飯泉俊臣 | 第2期新OPを歌う"ふわわか"                           |
| Silence 15         | お菓子作りは真剣勝負       | 烏丸涼           | 林直孝           | 木村寛           | 山下敏成 竹内一将 | CDアルバム『アンジュの弦想』                        |
| Silence 16         | 秋は読書の季節             | 烏丸涼           | 林直孝           | 木村寛           | 飯泉俊臣          | アルセーヌ 1/8フィギュア                            |
| Silence 17         | 席替えは運次第             | 烏丸涼           | 林直孝           | 木村寛           | 竹内一将 山下敏成 | 忍者部隊月光 DVD-BOX                                |
| Silence 18         | お泊りは楽しい             | 烏丸涼           | 林直孝           | 木村寛           | 飯泉俊臣 山下敏成 | 情報なし                                            |
| Silence 19         | 秋は恋の季節?              | 烏丸涼           | 林直孝           | 木村寛           | 吉田肇 山下敏成   | ゆるゆり Blu-ray&DVD                                |
| Silence 20         | 浜先生は心配性             | 烏丸涼           | 山内東生雄       | 木村寛           | 山下敏成          | 潘めぐみ・伊瀬茉莉也のHUNTER×HUNTER HUNTER STUDIO   |
| Silence 21         | 文化祭は準備が命           | 烏丸涼           | 林直孝           | 林直孝           | 徳倉栄一 山下敏成 | ゆるめいつ TVアニメ化決定!!                         |
| Silence 22         | 風邪の日はお家で           | 烏丸涼           | 林直孝           | 林直孝           | 徳倉栄一 山下敏成 | アスタロッテのおもちゃ!ドラマCD                     |
| Silence 23         | そそっかしいのはご愛嬌     | 烏丸涼           | 林直孝           | 林直孝           | 山下敏成          | 『森田さんは無口。』一挙放送 第2弾                  |
| Silence 24         | 真由は怒らない?            | 烏丸涼           | 林直孝           | 林直孝           | 徳倉栄一 山下敏成 | 『うたの☆プリンスさまっ♪ マジLOVE1000%』Blu-ray&DVD |
| Silence 25         | クリスマスはみんなでバイト | 烏丸涼           | 林直孝           | 林直孝           | 山下敏成          | ポヨポヨ観察日記                                    |
| Silence 26         | 四人は仲良し               | 烏丸涼           | 林直孝           | 林直孝           | 徳倉栄一 山下敏成 | 新番組『リコーダーとランドセル』                    |
| 特装版第5巻収録    |                            |                  |                  |                  |                   |                                                     |
| Special Silence 01 | 出会いはあの時             | 烏丸涼           | 林直孝           | 林直孝           | 山下敏成          |                                                     |
| Special Silence 02 | 受験は大変                 | 烏丸涼           | 林直孝           | 林直孝           | 徳倉栄一 山下敏成 |                                                     |

#### 放送局
| 放送地域 | 放送局             | 放送期間                 | 放送日時           | 放送系列   |
| 第1期    | 第1期              | 第1期                    | 第1期              | 第1期      |
| -------- | ------------------ | ------------------------ | ------------------ | ---------- |
| 京都府   | KBS京都            | 2011年7月5日 - 9月27日   | 火曜 25:30 - 25:35 | 独立UHF局  |
| 埼玉県   | テレ玉             | 2011年7月7日 - 9月29日   | 木曜 25:00 - 25:05 | 独立UHF局  |
| 日本全域 | ニコニコチャンネル | 2011年7月7日 - 9月29日   | 木曜 25:30 更新    | ネット配信 |
| 第2期    |                    |                          |                    |            |
| 京都府   | KBS京都            | 2011年10月4日 - 12月27日 | 火曜 25:30 - 25:35 | 独立局     |
| 埼玉県   | テレ玉             | 2011年10月6日 - 12月29日 | 木曜 25:00 - 25:05 | 独立局     |
| 日本全域 | ニコニコチャンネル | 2011年10月6日 - 12月29日 | 木曜 25:30 更新    | ネット配信 |

#### OAD
2012年1月27日発売の原作第5巻特装版に収録のテレビ未放送OAD。